# Drew Brees
Drew Christopher Brees (Dallas, Texas, 15 januari 1979) is een Amerikaans voormalig Americanfootballspeler voor de San Diego Chargers en de New Orleans Saints in de National Football League. Brees speelde als quarterback en won eenmaal de Super Bowl.